# Бондарчик, Василий Кириллович
Василий Кириллович Бондарчик (бел. Васіль Кірылавіч Бандарчык; 1 августа 1920 — 16 февраля 2009) — белорусский этнолог, историк. Член-корреспондент Национальной академии наук Республики Беларусь (1972). Доктор исторических наук (1965), профессор (1978). Заслуженный работник культуры БССР (1980). Почётный член Польского этнографического общества (1970).

## Биография
Родился в крестьянской семье в деревне Царёвка (ныне — Кирово Слуцкого района Минской области Белорусской ССР). Окончил царёвскую семилетнюю школу (1936), затем — Слуцкое педагогическое училище (1939). Учительствовал в сельской школе Заславского района Минщины.
Участвовал в Великой Отечественной войне. Демобилизовался из Советской Армии в 1947 году.
Окончил исторический факультет Белорусского государственного университета (1952).
До 1957 года работал учителем, завучем, директором школы в Смолевичах и Минске. С 1957 года — аспирант Института искусствоведения, этнографии и фольклора им. К. Крапивы Национальной академии наук Белоруссии, 1959—1966 годы — научный сотрудник института, в 1967—1969 годах заместитель директора, в 1969—1976 годы — директор Института искусствоведения, этнографии и фольклора АН БССР.
С 1972 года — член-корреспондент Национальной академии наук Белоруссии. В 1976—1991 годы заведующий отделом этнографии, с 1991 года — советник при дирекции института. В 1997—2005 годах — главный научный сотрудник Института искусствоведения, этнографии и фольклора им. К. Крапивы Национальной академии наук Белоруссии.
Подготовил 17 кандидатов наук. Три его ученика стали докторами наук.
Умер 16 февраля 2009 года в Минске..

## Награды
Награждён орденом Отечественной войны II степени, медалями «За оборону Москвы» и «За победу над Германией в Великой Отечественной войне 1941—1945 гг.», Франциска Скорины.
Лауреат премии Национальной академии наук Белоруссии (1999).

## Научная деятельность
Занимался изучением истории белорусской этнографии и фольклора, исследовал вопросы этногенеза, материальной и духовной культуры белорусов. Собрал и впервые систематизировал обширный фактический материал по истории этнологического изучения белорусов русскими и польскими исследователями и научными организациями.